# I-linkタウンいちかわ
I-linkタウンいちかわ（アイリンクタウンいちかわ）は、千葉県市川市の市川駅南口都市再開発による当該地域一帯および複合施設である。ザ・タワーズ・ウエスト（A街区）およびザ・タワーズイースト（B街区）の2棟からなるツインタワーで構成されている。事業名称は市川都市計画事業市川駅南口地区第一種市街地再開発事業。展望施設は日本の夜景100選や日本夜景遺産に選定されている。

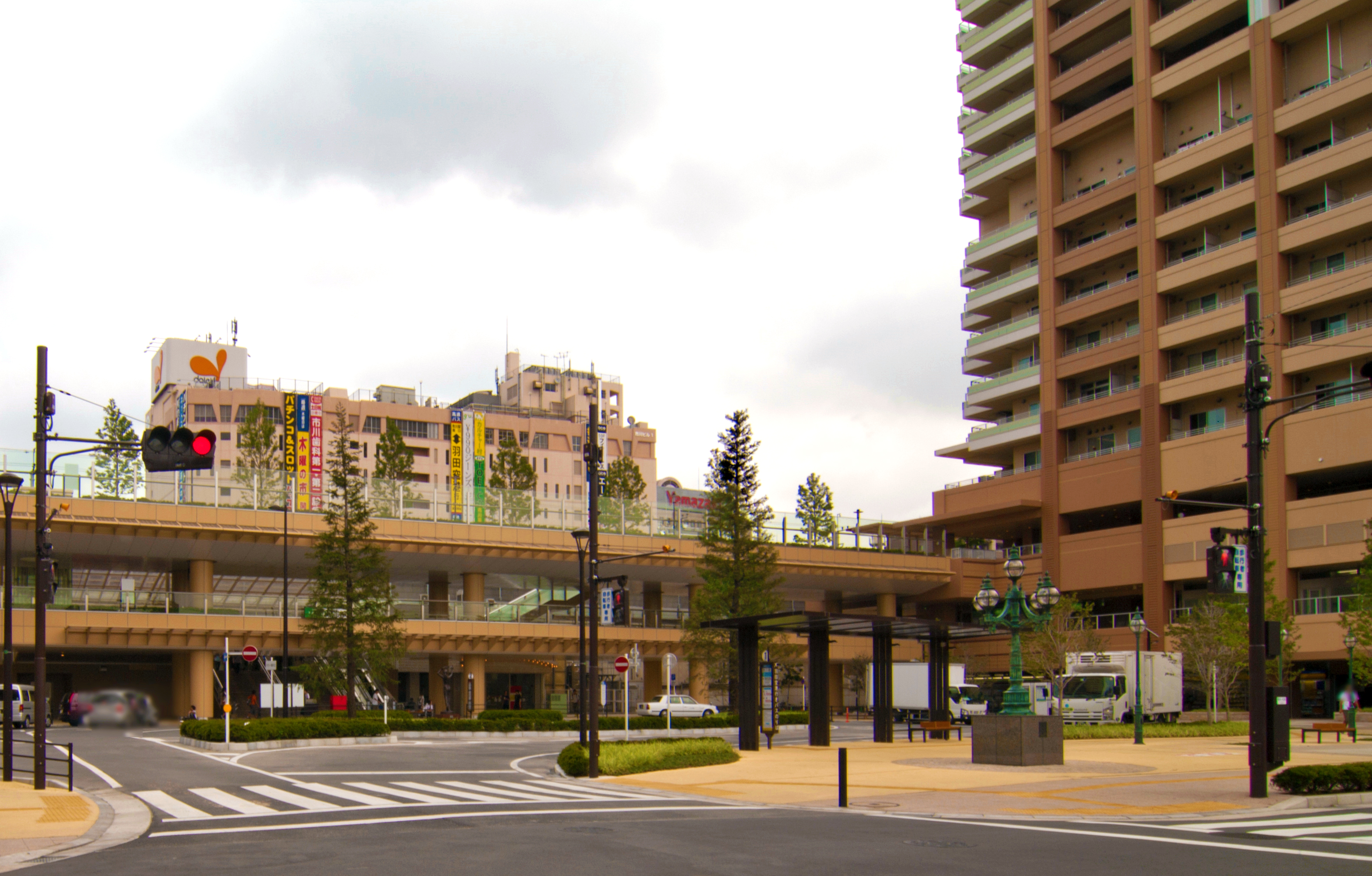
再開発により整備された市川駅南口、右側の建物はザ・タワーズイースト（B街区）

## 概要
高度成長期における急激な人口増加により、市川駅周辺は急速に都市化が進んだ。その一方で、ライフラインなど都市機能および防災機能の不完全状態、道路および公園などの公共施設の不足状態、住宅地過密化による住環境および都市景観の悪化など多数の問題が生じていた。そこで、市川市は「市川駅南口地区第一種市街地再開発事業」として、先進的で住みやすい都市型住宅（超高層マンション）の供給を図ると同時に、駅前広場および道路の整備を行い、暮らしやすい街を開発する事となった。1980年代初頭に計画が始まり、1993年に業務・商業を中心とした都市再開発が計画された。その後、バブル崩壊などの経済状況の変化により大幅な計画見直しを行い住宅を中心とした計画になった。
施行区域面積約2.6ヘクタール、敷地面積約16,610平方メートル、建築面積約11,460平方メートル、延床面積約141,710平方メートル、住宅戸数約970戸。

### 名称
「I-linkタウンいちかわ」の名称は、2005年（平成17年）12月に一般公募され、応募総数1149件のなかから選定されたタウンネーミングであり、"I"は、私の"I"（英語）、市川市の"I"（ローマ字表記の頭文字）、出「会い」の"I"、「愛」するの"I"を意味している。また"link"には、千葉県と東京都をlinkする、自然・歴史・文化とlinkする、先進・健康・暮らしをlinkする、市民の安全とlinkする、多世代がlinkするの意味が込められている。

## 沿革
- 1980年、市川駅南口地区市街地再開発等調査[5]
- 1993年、都市計画決定[6]（主要用途を商業・業務とする）[5]
- 1995年、社会経済状況の変化により施設計画の見直しに着手[5]
- 2000年
  - 2月、都市計画変更[6]
- 2002年
  - 2月、事業計画決定[5][6]
  - 5月、権利者要望により施設計画の見直しを検討[5]。再開発の地区権者からなる再開発審議会が発足[6]
- 2003年
  - 2月、都市計画変更[5]
  - 3月、事業計画変更[5]
  - 4月、権利変換計画縦覧[5]
  - 10月、事業計画変更[5]
  - 10月、権利変換計画再縦覧[5]
  - 12月、千葉県が権利返還計画を認可[5][6]
- 2004年
  - 2004年度、土地建物の明け渡し[5]、特定建築者公募[5]
  - 2月、権利変換期日（20日）、90条登記
- 2005年
  - 2005年度、施設建築物工事着工[5]
  - 1月、再開発地区の既存建物の取り壊し開始[6]
  - 3月、特定建築者決定（A街区　三井不動産レジデンシャル・野村不動産・清水建設特定建築者共同体、B街区　大成建設・奥村組特定建築者共同体）[5]
- 2007年
  - 10月11日、性能評価機関による書類審査で鉄筋不足が発覚[6]
  - 11月5日、特定建築者が市川市再開発事務所へ報告書を提出[6]
  - 11月7日、西地区分譲マンション「ザ・タワーズウエスト」の工事中に、25階から29階の各階12本の外周柱で柱毎に22本必要な鉄筋が2本不足、30階の4本の柱で同様の不足、全体で計128本の鉄筋不足が明らかとなった。清水建設は施行ミスを認め、補修工事を施し強度不足を解消する。販売会社が施行ミスを知った後も、説明せずに販売したことも指摘された。三社連名による「お詫び」[リンク切れ]
  - 11月9日、市川市が現場の立ち入り検査[6]
  - 12月25日、鉄筋不足をうけて、12月初めから事業主である市川市は、清水建設などの建築会社への工期が遅れた場合の損害賠償を、また分譲マンション購入予定者の不安解消のための訴訟などに対する誠意ある対応や瑕疵（かし）担保責任の通例の10年間を超える期間延長を、今後協議すると野村不動産と三井不動産レジデンシャルに求めた。
  - 12月27日、相互にその確認書が交わされ市議会に報告された。
  - 12月28日、清水建設による鉄筋を設計どおりに戻す補修工事の計画が国土交通省に認められ[6]、補修工事は2008年2月にも始まる見通しとなった。
- 2008年
  - 1月16日、日本建築センターが是正工事に伴う計画変更の確認済証を発行[6]
  - 1月25日、工事再開[7]
  - 3月24日、市は鉄筋不足の補強工事を完了した[8]と翌25日に清水建設、野村不動産、三井不動産レジデンシャルの3社から報告を受けた。鉄筋不足だった柱側面を超高圧水で削り鉄筋を挿入しコンクリートで固め、「当初設計通りの強度が確保できる」とされた[9][10]。
  - 4月18日、建築研究振興協会が「施工管理の適切性」「施工結果の妥当性」に関する評価書を提出[6]
  - 6月15日、3社は新聞全面広告[11] によって、補強の是正工事内容を事前に指定確認検査機関、国土交通省および建築研究振興協会で審査し、工事後は同協会から妥当な施工であったと判断した評価書を同年4月17日に受領したと公表した。これまで以上に品質管理に注意し取り組むともしている。
  - 7月、東地区、ザ・タワーズ・イースト竣工。
- 2009年1月、西地区、ザ・タワーズ・ウエスト竣工。

## 主な施設
両街区とも低層階には商業施設および公共施設が入る。A街区の高層階は野村不動産と三井不動産レジデンシャルが販売する分譲マンション、B街区の高層階は介護付有料老人ホームのライフ&シニアハウス市川と都市再生機構の賃貸住宅となる。

### A街区

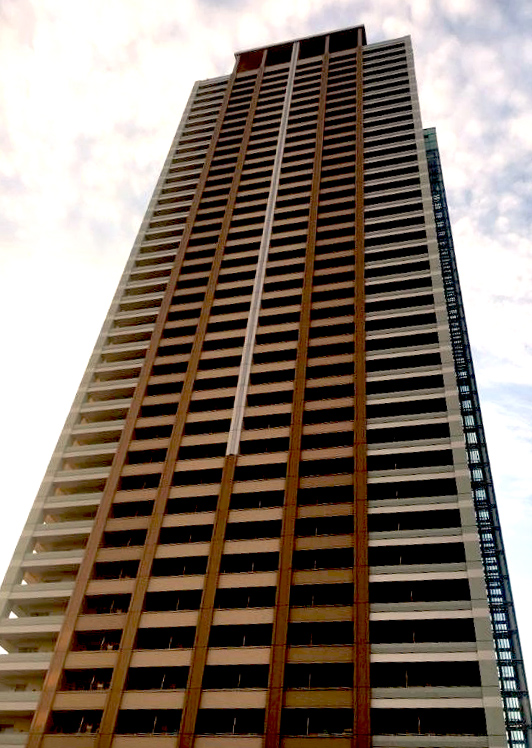
A街区（ザ・タワーズウエストプレミアレジデンス）

#### 45階
- NHK学園市川オープンスクール
- アイ・リンクタウン展望施設（無料）
  - 展望ロビー
  - 交流ラウンジ
  - アイリンク情報コーナー
  - 屋上デッキ（屋上）

#### 44 - 4階
- 分譲住宅（I-linkタウンいちかわザ・タワーズウエストプレミアレジデンス）572戸

#### 3階
- 市川駅南口図書館
- 市川キッズステーション

#### 2 - 1階
- 商業施設（いちかわMALLS）

### B街区

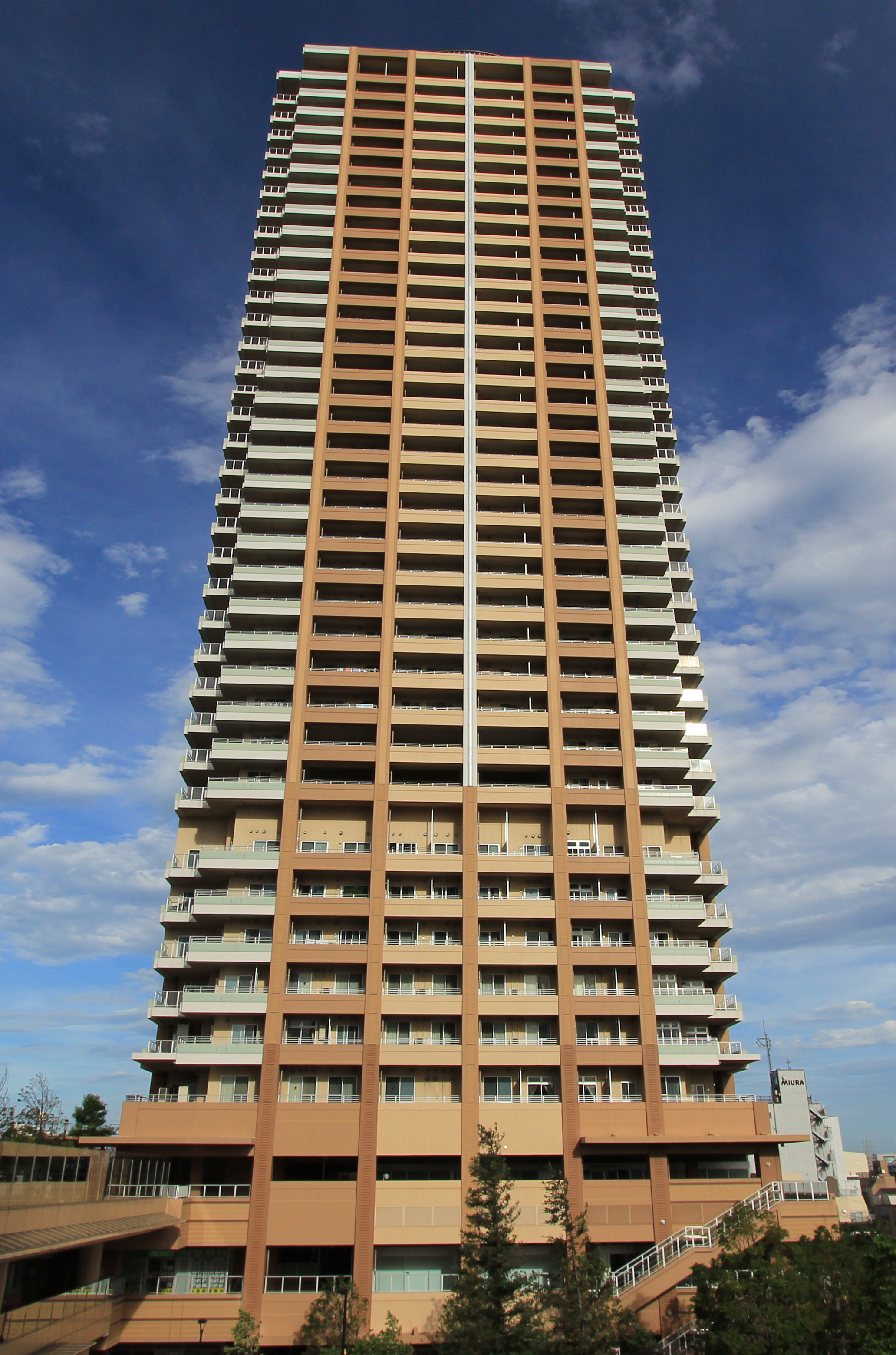
B街区（ザ・タワーズイースト）

#### 37 - 10階
- UR賃貸住宅（I-linkタウンいちかわザ・タワーズイースト）398戸

#### 9 - 4階
- 高齢者施設（ライフ＆シニアハウス市川）

#### 3階
- 市川駅行政サービスセンター
- I-linkルーム・ホール
- 地域包括支援センターあんしん市川駅前
- 高年齢者職業相談室
- ヤング・ジョブ・サポートいちかわ

#### 2 - 1階
- 商業施設（いちかわMALLS）

## アイ・リンクタウン展望施設
ザ・タワーズウエストプレミアレジデンス（A街区）の45階（地上150メートル）に所在する展望施設。45階へは3階から直通のガラス張りシースルーエレベーターを利用し、展望デッキ、展望ロビー、交流ラウンジで構成されている。無料で一般開放されており、市川市の観光名所ともなっている（千葉県公式観光情報サイトなどでも紹介されている）。
日本の夜景100選や日本夜景遺産（施設型夜景遺産）に選ばれており、東京スカイツリーや富士山、ディズニーリゾートなどが見渡せる。交流ラウンジでは展覧会や演奏会（コンサート）などのイベントや、毎月第3金曜日・土曜日にはライトダウンイベントを実施している。
- 開所時間：午前9時 - 午後10時（ただし展望デッキは午後9時まで）
- 入所料金：無料
- 休所日：毎月第1月曜日（祝日に当たるときは直後の平日）、年末年始（12月29日 - 1月3日）

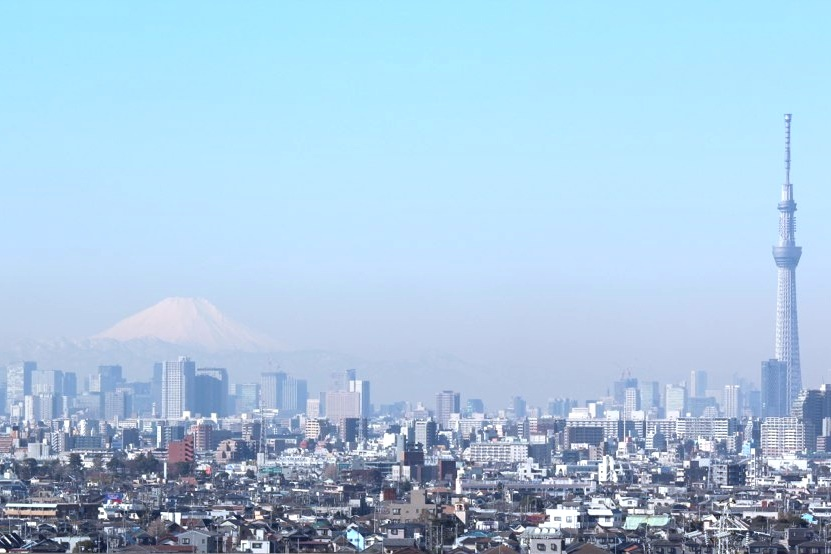
富士山・新宿方面
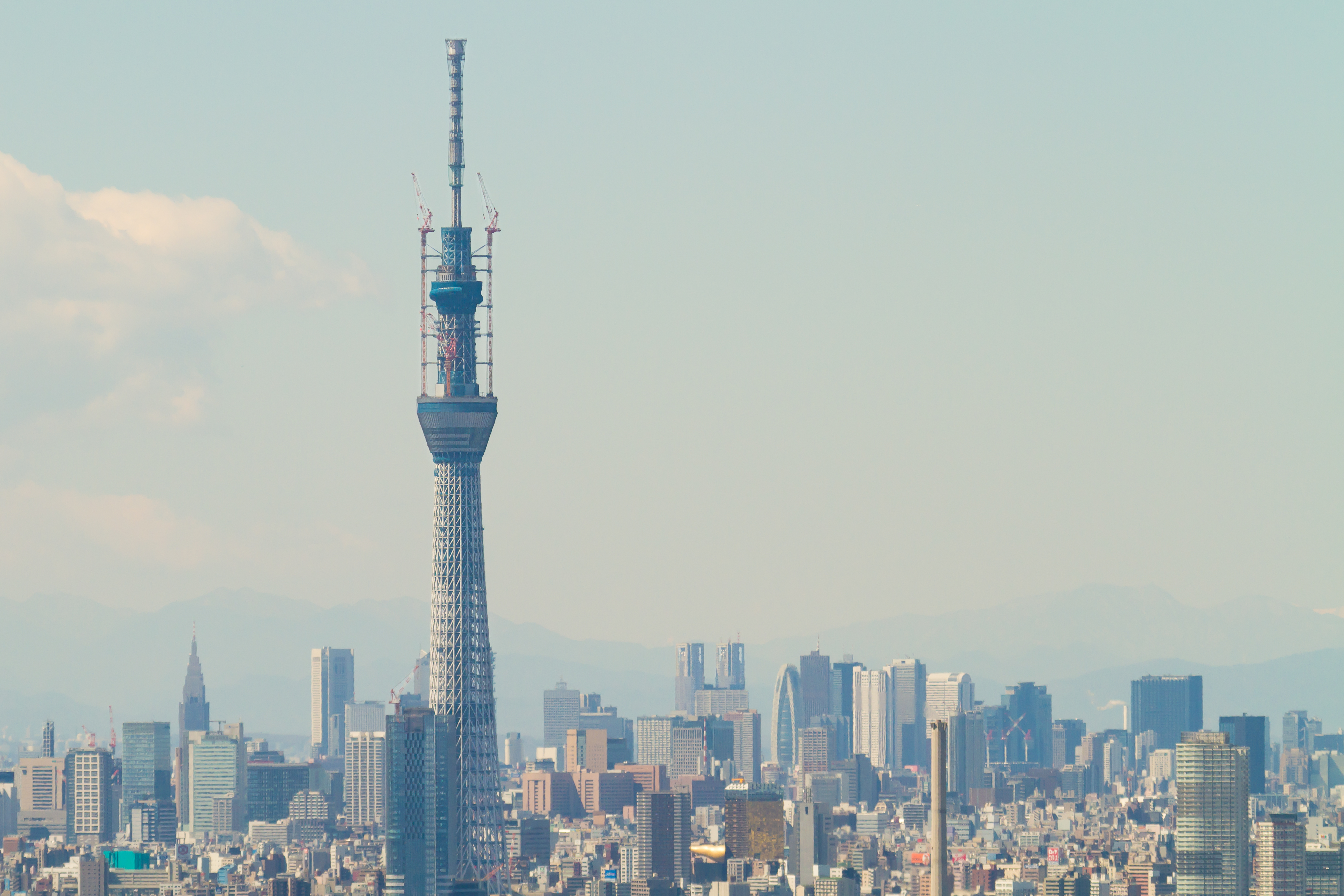
東京スカイツリー
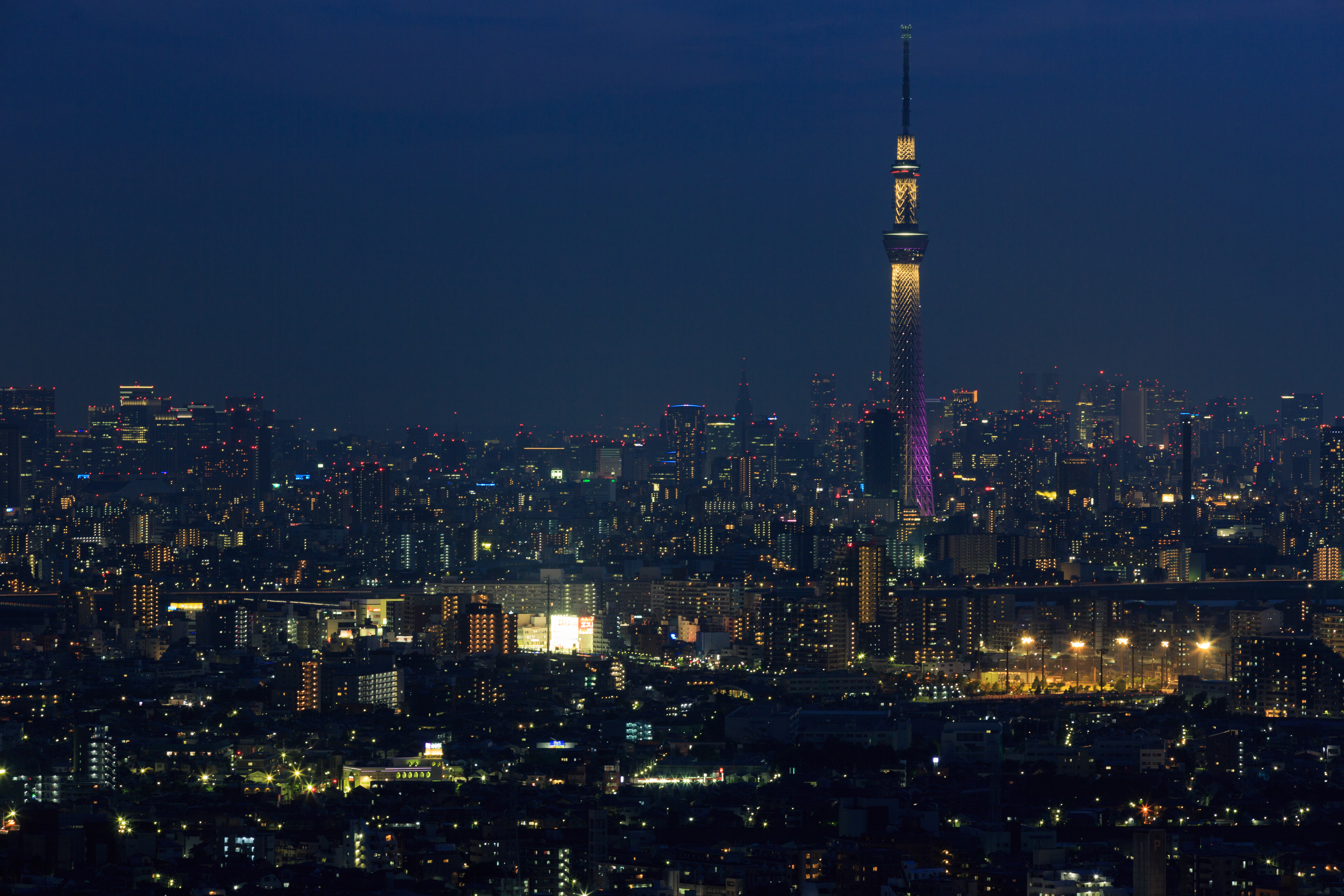
東京スカイツリー（夜景）
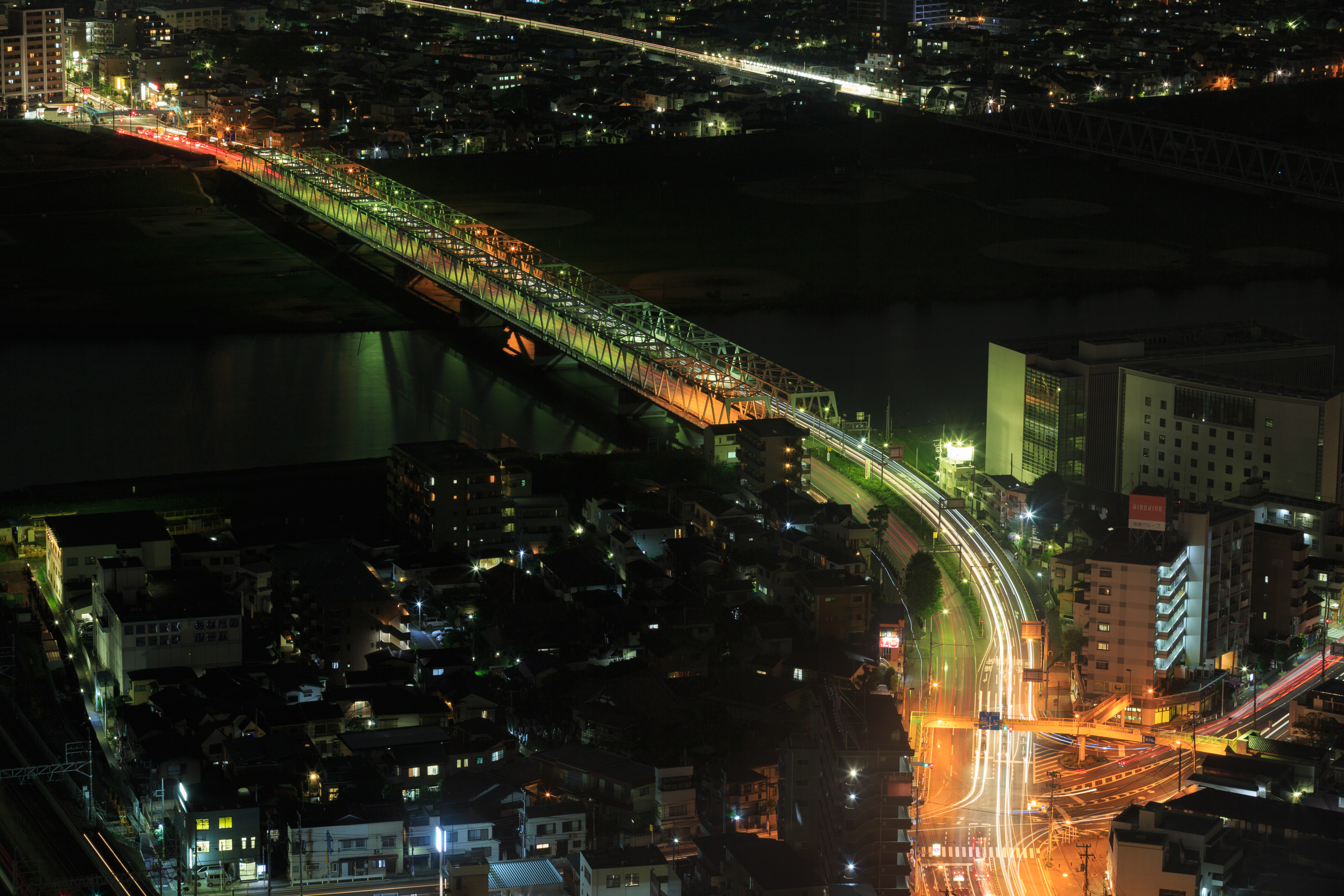
市川橋（夜景）
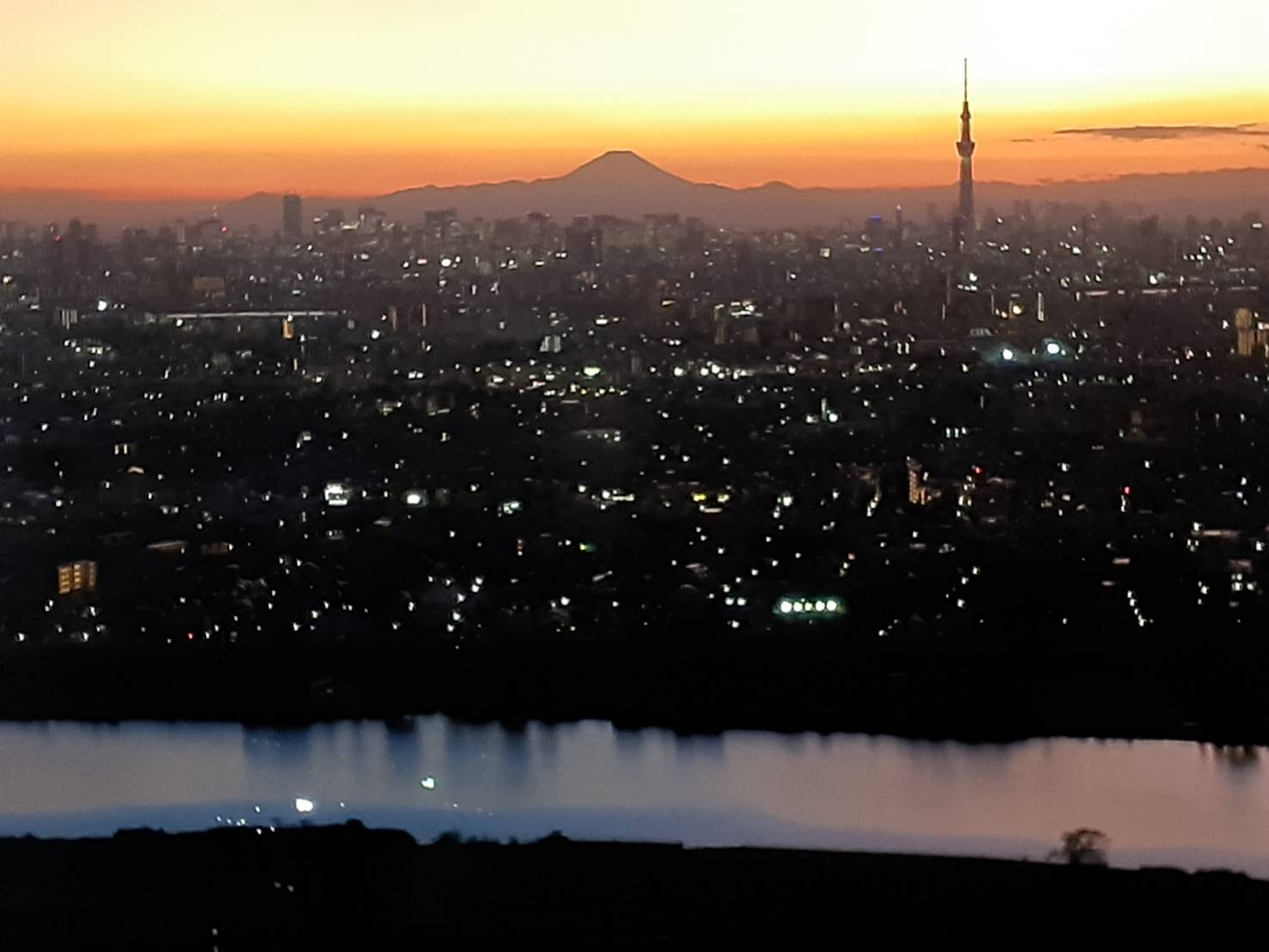
富士山と東京スカイツリー（2022年10月31日撮影）

## 事業詳細[15]
|                | A街区                                                  | B街区                              | 合計             |
| -------------- | ------------------------------------------------------ | ---------------------------------- | ---------------- |
| 施行区域面積   | -                                                      | -                                  | 約2.6ha          |
| 駅前交通広場   | -                                                      | -                                  | 約4200m2         |
| 敷地面積       | 約10400m2                                              | 約6170m2                           | 約16610m2        |
| 建築面積       | 約7000m2                                               | 約4460m2                           | 約11460m2        |
| 延床面積       | 約86500m2                                              | 約55120m2                          | 約141710m2       |
| 規模           | 地上45階地下2階                                        | 地上37階地下2階                    | -                |
| 構造・高さ     | RC造 約160m                                            | RC造 約130m                        | -                |
| 商業用途       | 約6,600m2（地下1･2階）                                 | 約3600m2（地下1・2階）             | 約10200m2        |
| 業務用途       | 約2200m2（3階・45階）                                  | 約6,100m2（3階、4～9階）           | 約8,300m2        |
| 住宅用途       | 約45,000m2（4～44階）                                  | 約26,200m2（10～37階）             | 約71,200m2       |
| 住宅戸数       | 573戸（分譲住宅・地権者住宅）                          | 約400戸（賃貸住宅）                | 約973戸          |
| 駐車台数       | 約410台                                                | 約190台                            | 約600台          |
| 特定事業参加者 | -                                                      | 独立行政法人都市再生機構           | -                |
| 特定建築者     | 三井不動産・野村不動産・清水建設                       | 大成建設・奥村組                   | -                |
| 設計者         | 株式会社日建設計                                       | 株式会社日建設計                   | 株式会社日建設計 |
| 施工者         | 清水、戸田、五洋、上條、京葉都市開発建設工事共同企業体 | 大成、奥村、大城建設工事共同企業体 | -                |